# Дуб Берем'янський
Дуб Берем'янський — ботанічна пам'ятка природи місцевого значення в Україні.

## Розташування
Дуб зростає на південно-західному боці від с. Берем'яни Чортківського району Тернопільської області, у кварталі 77, виділі 6 лісового урочища «Устя» Язловецького лісництва.

## Пам'ятка
Площа — 0,04 га. Статус пам'ятки надано рішенням Тернопільскої обласної ради від 6 березня 2012 року № 1323. Перебуває у віданні ДП «Бучацьке лісове господарство».